# One South at The Plaza
One South en The Plaza (anteriormente Bank of America Plaza) es un rascacielos de Charlotte, la ciudad más poblada del estado de Carolina del Norte (Estados Unidos). Con 40 pisos y 153 m es el sexto edificio más alto de la ciudad. Tiene 82 412 m² de superficie alquilable de los cuales 7000 m² son locales comerciales y el resto, oficinas. Tiene un parqueadero subterráneo con espacio para 456 vehículos.

## Historia
Inaugurado en 1974 como NCNB Plaza, sirvió como la sede mundial de NCNB y su sucesor, NationsBank, hasta la apertura del NationsBank Corporate Center en 1992. Fue el edificio más alto de Carolina del Norte desde su finalización en 1974 hasta la inauguración en 1987 del One First Union Center. Está en la intersección de las calles East Trade y South Tryon. En la plaza adyacente está la escultura de bronce Il Grande Disco. Behringer Harvard REIT I Inc compró  el edificio en 2006.
Cousins Properties lo adquirió a su vez en 2019 y lo renombró One South en The Plaza en 2021 después de que Bank of America reubicara a sus empleados en otra parte de Uptown.
NCNB Plaza se construyó junto con el Radisson Plaza de 350 habitaciones. En 1998, LaSalle Advisors de Chicago era dueño de NationsBank Plaza y Radisson Plaza cuando Omni Hotels, que salió de Charlotte dos años antes, compró el hotel con planes para una renovación de 8 millones de dólares, convirtiéndolo en un hotel de lujo Four Diamond.